# سینتیا اریوو
سینتیا اریوو (به انگلیسی: Cynthia Erivo؛ زادهٔ ۸ ژانویهٔ ۱۹۸۷) بازیگر و خواننده بریتانیایی است. او جوایز گوناگونی از قبیل یک جایزهٔ گرمی و یک جایزهٔ تونی دریافت کرده است و نامزد سه جایزهٔ اسکار شده است.
اریوو حرفهٔ بازیگری خود را در سال ۲۰۱۱ با نمایش اقتباسی از چترهای شربورگ آغاز کرد. او از سال ۲۰۱۵ تا ۲۰۱۷ با شرکت در برادوی، نمایش رنگ ارغوانی را احیا کرد که به موجب آن برنده جایزهٔ تونی بهترین اجرای نقش اول زن در موزیکال و جایزهٔ گرمی بهترین آلبوم موزیکال تئاتر شد. اریوو در سال ۲۰۱۸ با حضور در فیلم نئو-نوآور بیوه‌ها و دلهره‌آور اوقات بد در ال‌رویال به نقش‌های سینمایی روی آورد. او برای بازی در نقش هریت تابمن، مبارز علیه برده‌داری در فیلم زندگی‌نامه‌ای هریت (۲۰۱۹) و برای بازی در نقش الفابا تروپ در فیلم موزیکال فانتزی شرور (۲۰۲۴) نامزد دریافت جایزهٔ اسکار بهترین بازیگر زن شد؛ او همچنین ترانه «برخیز» را برای موسیقی متن هریت نوشت و اجرا کرد که برایش نامزدی بهترین ترانه را به همراه داشت.
در سال ۲۰۲۰، اریوو در مینی‌سریال جنایی درام بیگانه حضور یافت. او در سال ۲۰۲۱ برای ایفای نقش آرتا فرانکلین، خواننده آمریکایی در مجموعهٔ آنتولوژی نابغه:آرتا نامزد دریافت جایزهٔ امی بهترین بازیگر زن در مجموعهٔ تلویزیونی کوتاه یا آنتولوژی شد.

## اوایل زندگی
سینتیا ایروو در استوک‌ول متولد شد، پدر و مادر او اهل نیجریه بودند. او در مدرسه کاتولیک دختران رومی تحصیل کرد. وی در دانشگاه شرق لندن به تحصیل روان‌شناسی موسیقی پرداخت. یک سال پس از فارغ‌التحصیلی از دانشگاه لندن، در آکادمی سلطنتی هنرهای دراماتیک مشغول تحصیل شد.

## زندگی شخصی
سینتیا ایروو یک کاتولیک رومی است. او با دین جان ویلسون بازیگر و خواننده آمریکایی رابطه داشت. ایروو از سال ۲۰۱۷ با ماریو مارتینز در رابطه است.

## فیلم‌شناسی

### فیلم
| سال  | عنوان               | نقش           | یادداشت          |
| ---- | ------------------- | ------------- | ---------------- |
| ۲۰۱۸ | بیوه‌ها              | بل            |                  |
| ۲۰۱۸ | اوقات بد در ال‌رویال | دارلین سوئیت  |                  |
| ۲۰۱۹ | هریت                | هریت تابمن    |                  |
| ۲۰۲۱ | آشوب مدام           | ماتیلدا هیلدی |                  |
| ۲۰۲۲ | پینوکیو             | پری آبی       |                  |
| ۲۰۲۳ | دریفت               | جکلین         | همچنین تهیه‌کننده |
| ۲۰۲۳ | لوتر: سقوط خورشید   | اودت رین      |                  |
| ۲۰۲۴ | شرور                | الفابا        |                  |
| ۲۰۲۵ | شرور: بخش دوم       | الفابا        |                  |

### تلویزیون
| سال  | عنوان                          | نقش                  | یادداشت                                            |
| ---- | ------------------------------ | -------------------- | -------------------------------------------------- |
| ۲۰۱۶ | آقای سلفریج                    | آلبرتا هانتر         | ۲ قسمت                                             |
| ۲۰۱۸ | بچه رئیس: بازگشت به کار        | مدیرعامل             | صداپیشه؛ قسمت: «همان‌طور که پوشک عوض می‌شود»         |
| ۲۰۲۰ | بیگانه                         | هالی گیبنی           | مینی سریال                                         |
| ۲۰۲۰ | آمریکن آیدل                    | خودش                 | قسمت: «۳۱۶»                                        |
| ۲۰۲۱ | نابغه                          | آرتا فرانکلین        | نقش اصلی، ۸ قسمت                                   |
| ۲۰۲۱ | RuPaul's Drag Race             | خودش (داور)          | قسمت: "Henny, I Shrunk the Drag Queens!"           |
| ۲۰۲۱ | بیا خیلی برقص                  | خودش (داور مهمان)    | ۲ قسمت                                             |
| ۲۰۲۲ | Fraggle Rock: Back to the Rock | The Archivist (صدا)  | قسمت: "The Glow"                                   |
| ۲۰۲۲ | Roar                           | Ambia                | قسمت: "The Woman Who Found Bite Marks on Her Skin" |
| ۲۰۲۳ | جنگ ستارگان: دیدگاه‌ها          | Kratu (صدا)          | قسمت: "Aau's Song"                                 |
| ۲۰۲۳ | Blue's Clues & You!            | Jingles (صدا)        | قسمت: "Josh and Blue's Ice Cream Shoppe"           |
| ۲۰۲۳ | Strange Planet                 | Dreamer (صدا)        | قسمت: "Key Change"                                 |
| ۲۰۲۴ | Moon Girl and Devil Dinosaur   | Dr. Akonam Ojo (صدا) | قسمت: "Make It, Don't Break It!"                   |

## تئاتر
| سال       | عنوان                                        | نقش                         | مکان                      |
| --------- | -------------------------------------------- | --------------------------- | ------------------------- |
| ۲۰۱۱      | چترهای شربورگ                                | مادلین                      | تئاتر گیلگود              |
| ۲۰۱۱–۲۰۱۲ | راهبه بدلی                                   | دلوریس ون کارتیر/مری کلارنس | تور بریتانیا              |
| ۲۰۱۳      | رنگ ارغوانی                                  | سلی هریس جانسون             | منیر فکتوری               |
| ۲۰۱۴      | من نمی‌توانم آواز بخوانم! موزیکال ایکس فاکتور | چنیس                        | پالادیوم لندن             |
| ۲۰۱۴      | دسا رز                                       | دسا رز                      | استودیوهای ترافالگار      |
| ۲۰۱۵–۲۰۱۴ | هنری چهارم                                   | پوینز/ارل داگلاس            | دونمر وارهاوس، لندن       |
| ۲۰۱۵      | چگونه بدون تلاشی واقعی در تجارت پیروز شویم   | رزماری پیلکینگتون           | سالن رویال فستیوال        |
| ۲۰۱۵      | رؤیای شب نیمه تابستان                        | پاک                         | تئاتر اوریمن لیورپول      |
| ۲۰۱۷–۲۰۱۵ | رنگ ارغوانی                                  | سلی هریس جانسون             | تئاتر برنارد بی. جیکوبز   |
| ۲۰۱۶      | پنج سال گذشته                                | کتی‌هایت                     | تاون‌هال نیویورک           |
| ۲۰۲۴      | موسیقی کوتاه شبانه                           | پترا                        | مرکز هنرهای نمایشی لینکلن |

## ترانه‌شناسی

### آلبوم‌ها

#### آلبوم استودیویی انفرادی
| عنوان            | جزئیات                                                                                     | موقعیت در جدول        |
| عنوان            | جزئیات                                                                                     | آلبوم‌های ایالات متحده |
| ---------------- | ------------------------------------------------------------------------------------------ | --------------------- |
| سی‌اچ. ۱ مقابل. ۱ | - تاریخ انتشار: ۷ سپتامبر ۲۰۲۱ - ناشر: ورو - فرمت: سی‌دی، دانلود دیجیتال، رسانه جاری، واینل | ۷۷                    |

#### آلبوم‌های چندآهنگه
| عنوان | جزئیات                                                                             |
| --- | ---------------------------------------------------------------------------------- |
| او برخاسته است، بخش دو (با حضور مورگان جیمز، شوشانا بین، دبی گرافیتی، بریونا ماری پرهام، آلین ماری مارش، آن هارادا، تامیکا لاورنس، بریجت اورت، ماروا هیکس، ایدن اسپینسا) | - تاریخ انتشار: ۱۸ سپتامبر ۲۰۲۰ - ناشر: هدونیست - فرمت: دانلود دیجیتال، رسانه جاری |

### تک‌آهنگ‌ها

#### به عنوان خواننده اصلی
| عنوان                                                 | سال  | موقعیت در جدول | موقعیت در جدول | موقعیت در جدول          | موقعیت در جدول | آلبوم                                 |
| عنوان                                                 | سال  | کانادا         | سوئد           | ترانه‌های دیجیتال آمریکا | آمریکا آراندبی | آلبوم                                 |
| ----------------------------------------------------- | ---- | -------------- | -------------- | ----------------------- | -------------- | ------------------------------------- |
| «پرواز کن قبل از اینکه سقوط کنی»                      | ۲۰۱۴ | –              | –              | –                       | ۲۱             | فراتر از نورها (موسیقی متن اصلی فیلم) |
| «فقط خدا می‌داند» (با حضور جان لجند)                   | ۲۰۱۸ | –              | –              | –                       | ۲۰             | تک‌آهنگ بدون آلبوم                     |
| «برخیز»                                               | ۲۰۱۹ | ۴۲             | ۲              | ۳۱                      | –              | هریت (موسیقی متن اصلی فیلم)           |
| «وقتی باور می‌کنی» (با حضور شوشانا بین و استفن شوارتز) | ۲۰۲۰ | –              | –              | –                       | –              | تک‌آهنگ بدون آلبوم                     |
| «حلقه احمق‌ها»                                         | ۲۰۲۱ | –              | –              | –                       | –              | تک‌آهنگ بدون آلبوم                     |
| «خوب»                                                 | ۲۰۲۱ | –              | –              | –                       | –              | سی‌اچ. ۱ مقابل. ۱                      |
| «بزرگ شدن»                                            | ۲۰۲۱ | –              | –              | –                       | –              | سی‌اچ. ۱ مقابل. ۱                      |

#### به عنوان خواننده همراه
| عنوان                                                                                             | سال  | آلبوم             |
| ------------------------------------------------------------------------------------------------- | ---- | ----------------- |
| «ناامیدت نمی‌کنم» (سینیکال با حضور سینتیا اریوو)                                                   | ۲۰۱۲ | تک‌آهنگ بدون آلبوم |
| «من کار بدی کردم» (شوشانا بین با حضور سینتیا اریوو)                                               | ۲۰۱۸ | تک‌آهنگ بدون آلبوم |
| «با هم» (پیتر کاتن‌تل با حضور چنس د رپر، سینتیا اریوو، گروه کر کودکان شیکاگو، گروه ارکستر مت جونز) | ۲۰۲۰ | تک‌آهنگ بدون آلبوم |

#### دیگر حضورها
| عنوان                            | سال  | دیگر خواننده(ها)                   | آلبوم                                     |
| -------------------------------- | ---- | ---------------------------------- | ----------------------------------------- |
| «ناگهان»                         | ۲۰۱۳ | اندرسون و پتی                      | تو در خانه‌ای: آهنگ‌های اندرسون و پتی       |
| «پلی بر روی آب خروشان»           | ۲۰۱۶ | آلیسون جیار                        | الهام‌بخش                                  |
| «پریدن»                          | ۲۰۱۷ | —                                  | استپ (موسیقی متن اصلی فیلم)               |
| «وقتی بر روی یک ستاره آرزو کردی» | ۲۰۱۷ | ویرا لین، لی هارلاین و منینگ شروین | ویرا لین ۱۰۰                              |
| «خوب»                            | ۲۰۱۸ | آنتونی راموس                       | آزادی                                     |
| «ولنتاین جالب من»                | ۲۰۱۸ | بیلی پورتر                         | بیلی پورتر تقدیم می‌کند: روح ریچارد راجرز  |
| «هیچ‌کس»                          | ۲۰۱۸ | تادریک هال و جید نوآ               | ممنوع                                     |
| «صبر کن، دارم می‌آیم»             | ۲۰۱۸ | —                                  | اوقات بد در ال‌رویال (موسقی متن اصلی فیلم) |
| «این قلب پیر من»                 | ۲۰۱۸ | —                                  | اوقات بد در ال‌رویال (موسقی متن اصلی فیلم) |
| «فرشتگانی که در بالا شنیدیم»     | ۲۰۱۹ | لی میشل                            | کریسمس در شهر                             |
| «ترانه خداحافظی»                 | ۲۰۱۹ | ترنس بلنچرد                        | هریت (موسیقی متن اصلی فیلم)               |
| «نمی‌دانم چگونه او را دوست بدارم» | ۲۰۲۰ | —                                  | او برخاسته است: بخش ۱                     |
| «ترانه زمستان»                   | ۲۰۲۰ | لسلی اودم جونیور                   | آلبوم کریسمس                              |
| «درون»                           | ۲۰۲۱ | لاجیک                              | بابی تارانتینو سوم                        |

## افتخارات

### جوایز اسکار
| سال  | عنوان                                | کار     | نتیجه    |
| ---- | ------------------------------------ | ------- | -------- |
| ۲۰۲۰ | جایزه اسکار بهترین بازیگر نقش اول زن | هریت    | نامزدشده |
| ۲۰۲۰ | جایزه اسکار بهترین موسیقی            | بلند شو | نامزدشده |

### جوایز بفتا
| سال  | عنوان                        | کار | نتیجه    |
| ---- | ---------------------------- | --- | -------- |
| ۲۰۱۹ | جوایز فیلم بفتا ستاره نوظهور | -   | نامزدشده |

### جوایز امی
| سال  | عنوان                        | کار      | نتیجه |
| ---- | ---------------------------- | -------- | ----- |
| ۲۰۱۷ | جایزه امی برای موسیقی برجسته | رنگ بنفش | پیروز |

### جوایز گلدن گلوب
| سال  | عنوان                                    | کار     | نتیجه    |
| ---- | ---------------------------------------- | ------- | -------- |
| ۲۰۲۰ | جایزه گلدن گلوب بهترین بازیگر نقش اول زن | هریت    | نامزدشده |
| ۲۰۲۰ | جایزه گلدن گلوب بهترین موسیقی            | بلند شو | نامزدشده |

### جوایز گرمی
| سال  | عنوان                         | کار      | نتیجه |
| ---- | ----------------------------- | -------- | ----- |
| ۲۰۱۷ | جایزه گرمی بهترین آلبوم تئاتر | رنگ بنفش | پیروز |

### جوایز انجمن بازیگران فیلم
| سال  | عنوان                                                     | کار  | نتیجه    |
| ---- | --------------------------------------------------------- | ---- | -------- |
| ۲۰۲۰ | جایزه انجمن بازیگران فیلم عملکرد برجسته بازیگر نقش اول زن | هریت | نامزدشده |

### جوایز تونی
| سال  | عنوان                                                | کار      | نتیجه |
| ---- | ---------------------------------------------------- | -------- | ----- |
| ۲۰۱۶ | جایزه تونی بهترین بازیگر نقش اول زن در نمایش موزیکال | رنگ بنفش | پیروز |

### جوایز بلک ریل
| سال  | عنوان                          | کار                 | نتیجه    |
| ---- | ------------------------------ | ------------------- | -------- |
| ۲۰۱۹ | جایزه بلک ریل بهترین بازیگر زن | اوقات بد در ال‌رویال | نامزدشده |
| ۲۰۲۰ | جایزه بلک ریل بهترین بازیگر زن | هریت                | پیروز    |

### جوایز انجمن منتقدان فیلم شیکاگو
| سال  | عنوان                                            | فیلم    | نتیجه    |
| ---- | ------------------------------------------------ | ------- | -------- |
| ۲۰۲۰ | جایزه انجمن منتقدان فیلم شیکاگو برای بهترین آهنگ | بلند شو | نامزدشده |

### جوایز برگزیده منتقدان
| سال  | عنوان                                               | کار     | نتیجه    |
| ---- | --------------------------------------------------- | ------- | -------- |
| ۲۰۲۰ | جایزه برگزیده منتقدان برای بهترین بازیگر نقش اول زن | هریت    | نامزدشده |
| ۲۰۲۰ | جایزه برگزیده منتقدان برای بهترین موسیقی فیلم       | بلند شو | نامزدشده |

### جوایز فیلم هالیوود
| سال  | عنوان                                            | کار  | نتیجه |
| ---- | ------------------------------------------------ | ---- | ----- |
| ۲۰۱۹ | جایزه فیلم هالیوود برای بهترین بازیگر نقش اول زن | هریت | پیروز |

### جوایز ایمیج
| سال  | عنوان                        | کار     | نتیجه    |
| ---- | ---------------------------- | ------- | -------- |
| ۲۰۲۰ | جایزه ایمیج بهترین بازیگر زن | هریت    | نامزدشده |
| ۲۰۲۰ | جایزه ایمیج بهترین آهنگ      | بلند شو | نامزدشده |

### دایره منتقدان فیلم لندن
| سال  | عنوان                                                        | کار                 | نتیجه    |
| ---- | ------------------------------------------------------------ | ------------------- | -------- |
| ۲۰۱۹ | جایزه دایره منتقدان فیلم لندن برای بهترین بازیگر نقش مکمل زن | اوقات بد در ال‌رویال | نامزدشده |
| ۲۰۲۰ | جایزه دایره منتقدان فیلم لندن برای بهترین بازیگر بریتانیایی  | هریت                | پیروز    |

### جوایز ستلایت
| سال  | عنوان                         | کار  | نتیجه    |
| ---- | ----------------------------- | ---- | -------- |
| ۲۰۲۰ | جایزه ستلایت بهترین بازیگر زن | هریت | نامزدشده |

### جوایز ساترن
| سال  | عنوان                                 | کار                 | نتیجه    |
| ---- | ------------------------------------- | ------------------- | -------- |
| ۲۰۱۹ | جایزه ساترن بهترین بازیگر نقش مکمل زن | اوقات بد در ال‌رویال | نامزدشده |

### جوایز انجمن منتقدان فیلم منطقه واشینگتن دی سی
| سال  | عنوان                     | کار                 | نتیجه    |
| ---- | ------------------------- | ------------------- | -------- |
| ۲۰۱۸ | بهترین بازیگر نقش مکمل زن | اوقات بد در ال‌رویال | نامزدشده |